# عباس‌آباد (کامفیروز)
عباس‌آباد (مرودشت)، روستایی از توابع بخش کامفیروز شهرستان مرودشت در استان فارس ایران است.

## جمعیت
این روستا در دهستان کامفیروز جنوبی قرار دارد و براساس سرشماری مرکز آمار ایران در سال ۱۳۸۵، جمعیت آن ۱٬۲۵۲ نفر (۲۰۸خانوار) بوده‌است.